# Bhuta
Bhuta, i indisk mytologi en ond ande, ett spöke, som inblåser liv i döda och mördar levande, sedan han lockat dem i sina snaror. B. spelar en stor roll i den ännu återstående indiska urbefolkningens gudsdyrkan, vilken därför av kristna missionärer kallats bhuta-tjänst.
Inom bhutakulten avbildas Bhutas som ett svin, en tupp eller en människa i egendomlig dräkt med ett stort svärd. I bland även som ett vildsvin, buffel eller tiger. Man offrar gråa svin, svarta bockar och svarta höns. Kulten består i vilda danser under ackompanjemang av trummor, bjällror och svärdsrassel, till dess prästen i extatiskt tillstånd meddelar orakel. Bhutadyrkan i den formen är en sydindisk tradition.
Längre norrut förekommer den av hinduismens mytologi färgade bhutaföreställningen, där bhuta är en klass "apfärgade", köttätande, av Brahman i vredesmod skapade onda andar, vilkas ledare är Durga och Shiva. Att råka dem kan leda till vansinne och hur man på olika sätt värjde sig mot bhutas utvecklades till ett helt system, den så kallade bhutavidya = "Bhuta-vetenskapen".